# Ana Esteban Maluenda
Ana Esteban Maluenda (Madrid, 1970) es una investigadora y arquitecta española especialista en teoría, análisis, crítica e historia de la arquitectura moderna. Su experticia en la teoría moderna y contemporánea la convierte en una especialista en las metodologías de análisis aplicadas sobre objetos arquitectónicos o de diseño. 

## Biografía
Ana Esteban Maluenda estudió arquitectura en la Escuela Técnica Superior de Arquitectura de Madrid (ETSAM), donde se tituló en 1996. Después obtuvo su doctorado en la Universidad Politécnica de Madrid (UPM) con la tesis La modernidad importada, Madrid 1949-1968: cauces de difusión de la arquitectura extranjera, defendida en 2008 y reconocida con el Premio extraordinario de doctorado de la UPM y una Mención Especial en los XXII Premios en Urbanismo, Arquitectura y Obra Pública del Ayuntamiento del Ayuntamiento de Madrid. Es profesora en la misma UPM desde 2008, con vinculación permanente desde 2017 y catedrática de Universidad desde 2025.  En los estudios de Grado en Fundamentos de la Arquitectura, imparte docencia en las asignaturas Análisis de la Arquitectura e Introducción a la crítica arquitectónica, así como tutela frecuentes Trabajos de Fin de Grado. Está adscrita al Departamento de Composición Arquitectónica de la ETSAM (DCA), donde ha sido Secretaria Académica (2011-2018), Subdirectora (2018-2021) y Directora (desde 2021). Desarrolla una intensa labor en distintos programas de doctorado, tanto de la UPM como externos, nacionales e internacionales. Ha sido coordinadora del programa Patrimonio Arquitectónico en el periodo 2020-2023 y Directora del Área Doctoral de Arquitectura de la UPM entre 2021 y 2023. Ha dirigido 12 tesis doctorales (1 de ellas en Brasil) y ha sido parte de más de 50 tribunales de tesis (en España, Italia, Brasil y Australia). Ha sido Profesora Visitante en la Universidade Federal de Rio de Janeiro en 2010 y en la Universidade Federal de Rio Grande do Sul (Brasil) entre 2020 y 2022.
Basados en las áreas de investigación que desarrolla –Análisis de la arquitectura del siglo XX y su difusión, Intercambios culturales en la arquitectura moderna iberoamericana–, ha publicado más de 60 textos en España, Portugal, Italia, Estonia, Reino Unido, Estados Unidos, Nueva Zelanda, Australia, Japón, Brasil, Colombia, Argentina y Chile. Miembro del equipo editorial varias revistas europeas y latinoamericanas. Revisora frecuente en España, Bélgica, Italia, Reino Unido, Brasil, Colombia, Argentina y Chile. Entre 2019 y 2022 fue General Editor para el ‘Sur Global’ de Architectural Histories, la revista de la European Architectural History Network, clasificada como Q1 en Scopus.
Participa con frecuencia en conferencias internacionales, entre ellas las organizadas por la Society of Architectural Historians (SAH); la European Architectural History Network (EAHN); la Society of Architectural Historians of Australia and New Zealand (SAHANZ): la Asociación Iberoamericana de Historia Urbana (AIHU); DoCoMoMo International; etc. Miembro del Comité Científico en numerosos congresos internacionales en la esfera iberoamericana. Coordinadora científica de la 7th EAHN International Conference, celebrada en Madrid en 2022.
Ha conseguido becas y ayudas de varias instituciones públicas y privadas, como la Fundación Carolina y el Ministerio de Ciencia e Innovación, en España; la Capes (Coordenação de Aperfeiçonamente de Pessoal de nivel superior) del Ministerio de Educação, en Brasil; o la Global Architectural History Teaching Collaborative y la Society of Architectural Historians, en los Estados Unidos.
Entre 2016 y 2019 ha sido Investigadora Principal del proyecto del Ministerio de Economía y Competitividad del Gobierno de España titulado ‘ArchiteXt Mining. Análisis de la arquitectura moderna española a través de sus textos (1939-1975)’ y entre 2019 y 2022 ha codirigido con Mark Jarzombek el proyecto Mapping Global Architectural Histories on Modernism, financiado por una Global Seed Fund del Massachusetts Institute of Technology (MIT). En la actualidad, codirige con Marta García Carbonero el proyecto Conexiones de la arquitectura española con las Américas: academia, profesión y difusión (1976-2006), financiado por el Ministerio de ciencia e Innovación del Gobierno de España. Sus investigaciones se recogen en publicaciones de diferentes formatos, libros, artículos, ponencias, monográficos, etc.

## Premios y reconocimientos
2008 Mención de honor en los XXII Premios de Urbanismo, Arquitectura y Obra Pública del Ayuntamiento de Madrid en el apartado Investigación y difusión del Urbanismo y Arquitectura de Madrid por su tesis doctoral.
2008 Premio extraordinario de doctorado de la Universidad Politécnica de Madrid (UPM).
2018 Primer Premio ANPARQ 2018 en la modalidad Libro Colectivo a La arquitectura moderna en Latinoamérica. 
2018 Mención Honorífica en el Premio ANPARQ 2018 en la modalidad artículo en libro al trabajo 'Latinoamérica en la historiografía moderna'.

## Obra reciente seleccionada
Artículos
- “Novos paradigmas em arquitetura”. [con Myrna Nascimento] Arq.urb (São Paulo, Brasil), n.35, 2022, p. 1.
- “La estética”. VAD Veredes, arquitectura y divulgación (Lugo, España), n.8, 2022.
- “Learning from the Opposite? Iberian Journals Glance at Australia”. [con Rute Figueiredo] Fabrications (Londres, Reino Unido), vol.31, n.1, 2021, pp. 24-53.
- “Conexiones transatlánticas. Antonio Bonet y Eladio Dieste: la alteridad constructiva”. Anales del Instituto de Arte Americano e Investigaciones Estéticas Mario J. Buschiazzo (Buenos Aires, Argentina), vol.51, n.2, 2021, pp. 1-13.
- “La mirada distante. La imagen de la arquitectura latinoamericana en los medios internacionales tras la II Guerra Mundial”. Estudios del hábitat (Buenos Aires, Argentina), vol.19, n.1, 2021.
- “Intereses divididos. La arquitectura moderna latinoamericana en las revistas europeas después de la Segunda Guerra Mundial”. Bitácora arquitectura (México DF), n.43, 2020.
- “ArchiteXt Mining. Applying text analytics to research in modern architecture”. [with Laura Sánchez Carrasco and Luis San Pablo]  Život umjetnosti (Zagreb, Croacia), n. 105, 2019.
- “Team 10 Absent. The individual architects rather than the collective in Spanish journals of the 1960s”. Joelho. Revista de Cultura Arquitetónica (Coimbra, Portugal), n. 10, 2019.
- “ArchiteXt Mining: Taking advantage of Periodicals as an Architectural Data Base”. [con Luis San Pablo] CIRAS Discussion Paper (Kyoto, Japón), n. 81, 2018, pp. 24-30.
- “La ciudad en los medios. Urbanismo en las publicaciones periódicas españolas (1949-1968)”. Arquitextos Vitruvius (São Paulo, Brasil), n. 17-197.04, 2016.
- “Una experimentación furiosa: el papel de la fotografía en la creación de una imagen canónica para la arquitectura moderna española”. Anales del Instituto de Arte Americano (Buenos Aires, Argentina), v. 45, n. 1, 2016, pp. 29-38.
- “Habitar en los medios. La difusión de la vivienda social mexicana en las revistas europeas y norteamericanas (1950-1968)”. [with Vanessa Nagel] Arquitecturas del Sur (Concepción, Chile), n. 45, 2014, pp. 34-47.

Libros
- Rutas ibero-americanas. Contactos e intercambios en la arquitectura del siglo XX. [con Vicente Esteban Medina, Laura Sánchez Carrasco, Antonio Martín Soria] (eds.). Madrid: Mairea, 2017.
- La arquitectura moderna en Latinoamérica. Antología de autores, obras y textos. Barcelona: Reverté, 2016.
- La modernidad importada, Madrid 1949-1968: cauces de difusión de la arquitectura extranjera. Madrid: UPM, AEM, 2008.[7]

Capítulos en obra colectiva y actas de conferencias
- ‘Neither Black nor White. The In-Between Position of the Latin Modern Architects’, en Parreño, Christian (ed.). Modern Architecture of Quito. Global, Local and the In-between. Londres: Bloomsbury, 2024.
- ‘Los confines de lo global. Paradojas e incoherencias en la creación de un Estilo Internacional’. En: Salvador Guerrero y Joaquín Medina (eds.). Lo construido y lo pensado. Correspondencias europeas y transatlánticas en la historiografía de la arquitectura. Valencia: AhAU, 2022, pp. 386-397.
- ‘La hora mujer. Carmen Castro y la reivindicación de la mujer en la arquitectura’ [con Eva Gil Donoso]. En: Hasta que seamos libres. Mujeres que resistieron, lucharon y construyeron entre el pasado y presente. Granada: Comares, 2022, pp. 1293-1314.
- ‘Algoritmos para a arquitetura moderna’. En: Ruth Verde Zein (org). Revisões Historiográficas: Arquitetura Moderna no Brasil. Rio de Janeiro: Rio Books, 2022, pp. 37-45.
- ‘Urban Oasis: Bathing facilities along Manzanares River in Madrid, Spain’. [con Marta García Carbonero] En: Inheritable Resilience: Sharing Values of Global Modernities - 16th International Docomomo Conference Tokyo Japan 2020+1 Proceedings. Tokyo: Docomomo International / Docomomo Japan, 2021, pp. 1590-1595.
- ‘La discreción es una virtud: la obra de Albalat en las publicaciones’. En: Antonio S. Rio: Andrés Fernández Albalat arquitecto: materiales de archivo: obra coruñesa (1959-1999). La Coruña: Concello da Coruña, 2021.
- ‘Cajón de sastre: arquitectura extranjera en revistas españolas’. En: Antonio Pizza y Enrique Granell (eds.). Atravesando fronteras. Redes internacionales de la arquitectura española (1939-1975). Madrid: Asimétricas, 2021. 35-55.
- ‘When distance matters. Australian modern architecture seen through European journals (1945-1975)’. En: Leach, Andrew; Stickells, Lee. Distance Looks Back. Proceedings of the 36th Annual Conference of the Society of Architectural Historians of Australia and New Zealand. Sydney: University of Sydney, 2019, pp. 140-156.
- ‘Sesiones de Crítica de Arquitectura. The change in architectural debate in the Spain of the 1960s’. [with Eva Gil Donoso and Eleja Tejero Jorge] En: Revisiting Post-Ciam Generation. Debates, proposals and intellectual framework. pp. 103 - 119. (Portugal): CEAA/ESAP-CESAP, 2019.
- ‘Arquitectura y periodismo de posguerra. Una mirada no especializada al proceso de construcción de la arquitectura nacional’. [con Alberto Ruiz Colmenar] En: Cuadrado, Jara (ed.), Diez-Astraín, Xavier, Reguero Sanz, Itziar, Requejo Fraile, Marta, Rodríguez Serrador, Sofia, Salvador Esteban, Lucía (Coords.), Las huellas del franquismo: pasado y presente. Granada: Comares, 2019.
- ‘Casas de vidrio, 1950: análisis de cuatro ejemplos coetáneos. [with Héctor Navarro] En: La Casa. Espacios domésticos, modos de habitar. Comunidad de Madrid (España): Abada, 2019, pp. 1321 - 1329.
- ‘Periodicals and the return to modernity after the Spanish Civil War’. En: Peckham, Andrew; Schmiedeknecht, Torsten (eds.). Modernism and the Professional Architecture Journal: Reporting, editing and reconstructing in post-war Europe. Londres: Routledge, 2018, pp. 131-149.
- ‘Tradition vs. Technology: Periodicals as a driving force for the architectural debate: The Spanish gaze over the Pacific’. En: Merwood-Salisbury, Joanna; Dudding, Michael; McDonald, Christopher. Historiographies of Technology and Architecture. Proceedings of the 35th Annual Conference of the Society of Architectural Historians of Australia and New Zealand. Wellington: Victoria University of Wellington, 2018, pp. 140-156.
- ‘Bonet and Dieste at the Casa Berlingieri: A successful encounter on the shores of the Atlantic’. En: Kurg, Andres; Vicente, Karin (eds.). Proceedings of the Fifth International Conference of the European Architectural History Network. Tallinn: Estonian Academy of Arts, 2018, pp. 470-475.
- ‘La técnica en venta. El cometido didáctico de la publicidad en la revista Arquitectura (1959-1969)’. [con Daniel Díez Martínez] En: La tecnología en la arquitectura moderna (1925-1975): mito y realidad. pp. 237 - 244. Pamplona (España): T6) Ediciones, 2018.
- ‘Arquitectura y lo demás. Revista de México’. En: Gutiérrez Viñuales, Rodrigo (ed.). Patrimonio y Modernidad en Latinoamérica. Revistas de Arte y Arquitectura (1940-1960). Bogota: Asociación de amigos del Instituto Caro y Cuervo, 2017, pp. 132-145.
- ‘Algo más que representación. El papel de la fotografía em la construcción de la imagen de la arquitectura moderna española’. En: Janeiro, Pedro (ed.). Arquiteturas-imaginadas. Representação Gráfica Arquitetónica e Outras-Imagens. Desenho [...] Cidade [...] Eu. Sintra (Portugal): Caleidoscópio, 2016, pp. 80-96.
- ‘Latinoamérica en la historiografía moderna’.En: Esteban Maluenda, Ana. (ed.). La arquitectura moderna en Latinoamérica. Antología de autores, obras y textos. Barcelona: Reverté, 2016, pp. 291-339.
- ‘De ‘Built in USA’ a ‘Arquitectura Actual de América’. Trascendencia de los contenidos en las muestras de arquitectura moderna’. En: Guimaraens, Cêça (ed.). Museografía e arquitetura de museus. Rio de Janeiro: Rio Books, 2014, pp. 126-144.